# العباسية (الرياض)
قرية العباسية هي إحدى القرى التابعة لمركز الرياض في محافظة كفر الشيخ في جمهورية مصر العربية. حسب إحصاءات سنة 2006، بلغ إجمالي السكان في العباسية 13860 نسمة، منهم 6812 رجل و7048 امرأة.